# Dochód publiczny
Dochód publiczny – świadczenia pieniężne ustanawiane przez organy władzy publicznej, pobierane i gromadzone przez administrację publiczną na rachunkach właściwych budżetów lub publicznych funduszy celowych, z których dokonuje się wydatków publicznych .
Dochody publiczne pełnią funkcje fiskalne (redystrybucyjne) i pozafiskalne (interwencyjne). Do ich źródeł zalicza się: dochód narodowy danego państwa oraz dochód narodowy innych państw, w postaci pożyczek zagranicznych.

## Prawo w Polsce
W Polsce, zgodnie z Ustawą o finansach publicznych (art. 5 ust. 2) dochodami publicznymi są:
1. daniny publiczne, do których zalicza się: podatki, składki, opłaty, wpłaty z zysku przedsiębiorstw państwowych i jednoosobowych spółek Skarbu Państwa, a także inne świadczenia pieniężne, których obowiązek ponoszenia na rzecz państwa, jednostek samorządu terytorialnego, państwowych funduszy celowych oraz innych jednostek sektora finansów publicznych wynika z odrębnych ustaw;
2. inne dochody budżetu państwa, jednostek samorządu terytorialnego oraz innych jednostek sektora finansów publicznych należne na podstawie odrębnych ustaw lub umów międzynarodowych;
3. wpływy ze sprzedaży wyrobów i usług świadczonych przez jednostki sektora finansów publicznych;
4. dochody z mienia jednostek sektora finansów publicznych, do których zalicza się w szczególności:
  - wpływy z umów najmu, dzierżawy i innych umów o podobnym charakterze,
  - odsetki od środków na rachunkach bankowych,
  - odsetki od udzielonych pożyczek i od posiadanych papierów wartościowych,
  - dywidendy z tytułu posiadanych praw majątkowych;
5. spadki, zapisy i darowizny w postaci pieniężnej na rzecz jednostek sektora finansów publicznych;
6. odszkodowania należne jednostkom sektora finansów publicznych;
7. kwoty uzyskane przez jednostki sektora finansów publicznych z tytułu udzielonych poręczeń i gwarancji;
8. dochody ze sprzedaży majątku, rzeczy i praw, niestanowiące przychodów w rozumieniu ustawy.